# São Luís do Paraitinga (kommun)
São Luís do Paraitinga är en kommun i Brasilien.   Den ligger i delstaten São Paulo, i den sydöstra delen av landet, 900 km söder om huvudstaden Brasília. Antalet invånare är 10 404.
Följande samhällen finns i São Luís do Paraitinga:
- São Luís do Paraitinga

I omgivningarna runt São Luís do Paraitinga växer i huvudsak städsegrön lövskog. Runt São Luís do Paraitinga är det ganska glesbefolkat, med 27 invånare per kvadratkilometer.